# نيلانثا كوراي
نيلانثا كوراي مواليد 20 يناير 1978، هو لاعب كريكت من جزر المالديف، يلعب مع منتخب جزر المالديف الوطني للكريكت في المنافسات الدولية.

## روابط خارجية
- نيلانثا كوراي على موقع إي آس بي آن كريك إنفو (الإنجليزية)